# Miguel Casado
Miguel Casado (* 1954 in Valladolid, Spanien) ist ein spanischer Dichter, Literaturkritiker, literarischer Übersetzer und Herausgeber. Er gilt als einer der einflussreichsten Literaturkritiker des postfranquistischen Spaniens.

## Werke (Auswahl)
- Inventario (1987)
- Para una Teoría del color (1995)
- La mujer automática (1996)
- Tienda de fieltro (2004)

## Auszeichnungen
- Premio Hiperión für Poesie (1987)

## Literarische Übersetzungen
Miguel Casado hat u. a. Werke von Paul Verlaine und Francis Ponge aus dem Französischen ins Spanische übersetzt. Seine eigenen Gedichte wurden ins Französische, Portugiesische, Englische, Deutsche, Galicische, Arabische und Niederländische übersetzt.